# Tobias Forge
Tobias Jens Forge, född 3 mars 1981 i Rystads församling, Östergötlands län, är en svensk musiker och sångare. Under artistnamnet Papa Emeritus och sedan 2018 Cardinal Copia är han sångare i rock/pop-bandet Ghost och under artistnamnet Mary Goore sjunger han och spelar gitarr i dödsmetallbandet Repugnant. Han har även varit gitarrist i sleazerockgruppen Crashdïet, under namnet Mary Goore, samt i Magna Carta Cartel.
I Ghost framträder Forge maskerad och bandmedlemmarnas identiteter var länge okända. I slutet av 2016 sparkade Forge alla de övriga musikerna i bandet. Det var först år 2017 som Forges identitet avslöjades i samband med att de övriga bandmedlemmarna stämde honom. I stämningen menade man att Forge hade lurat dem på ersättning för musikutgivning och turnéer. Forge menar, att Ghost alltid har varit ett enmansprojekt med utbytbara kompmusiker. Linköpings tingsrätt gav Forge rätt i tvisten. De övriga bandmedlemmarna har meddelat att domen kommer att överklagas.
År 2017 var Forge värd i Sommar i P1 där han först blev ett känt namn strax efter avslöjandet. I radioprogrammet hyllar Tobias Forge sin bror Sebastian (född 1968), som avled 2010, samma dag som Ghost lade upp sina första demoer på MySpace. Brodern introducerade Tobias Forge till bland andra Siouxsie and the Banshees, Kim Wilde, Rainbow, KISS och Mötley Crüe.

## Priser och utmärkelser
- 2019 – Platinagitarren[10]